# Tage des Königs

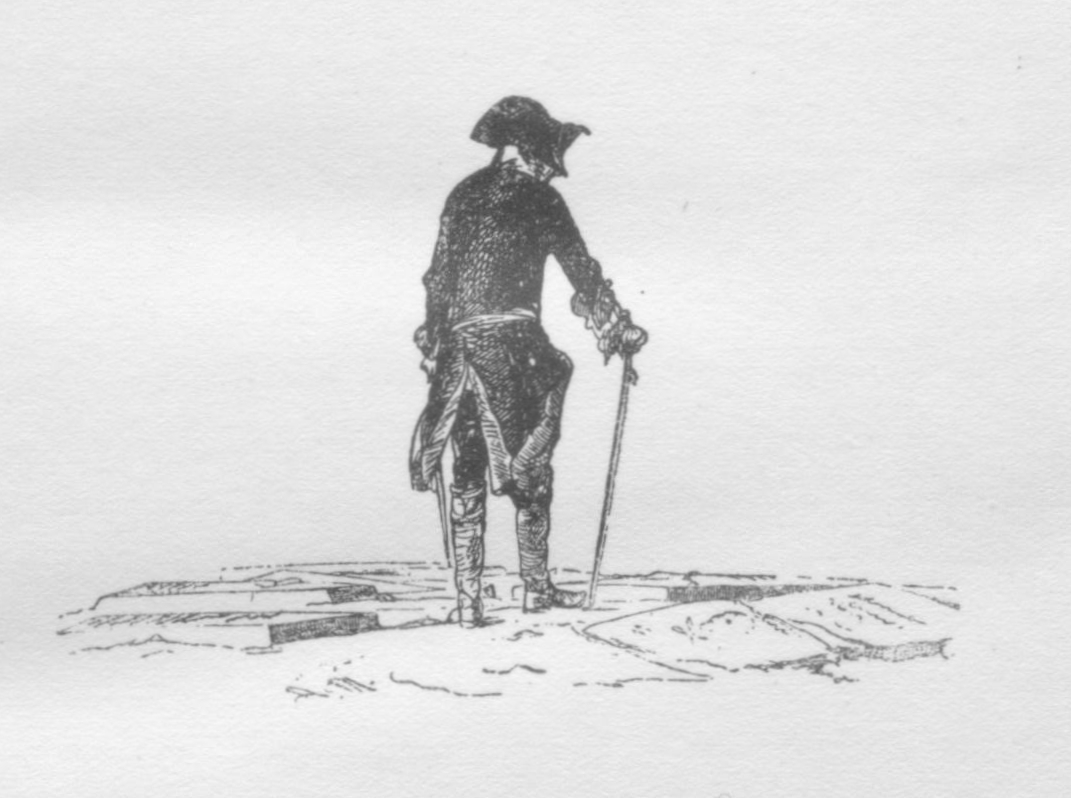
„Der König, vom Rücken gesehen, geht einsam zwischen Grabsteinen hindurch nach rechts“. Titelvignette von Adolph von Menzel in der Erstausgabe von 1924.

Tage des Königs ist ein Erzählungszyklus von Bruno Frank aus dem Jahr 1924. Der Zyklus besteht aus den drei unabhängigen Erzählungen „Der Großkanzler“, „Die Narbe“ und „Alkmene“, von denen die beiden ersten in Zeitschriften vorabgedruckt wurden.
Preußen gegen Ende des 18. Jahrhunderts: Die Schlachten sind geschlagen. In seinem Abgesang auf das Wirken Friedrichs II. wagt der Autor episodische Einblicke in das Innerste des Königs.

## Handlung

### Der Großkanzler

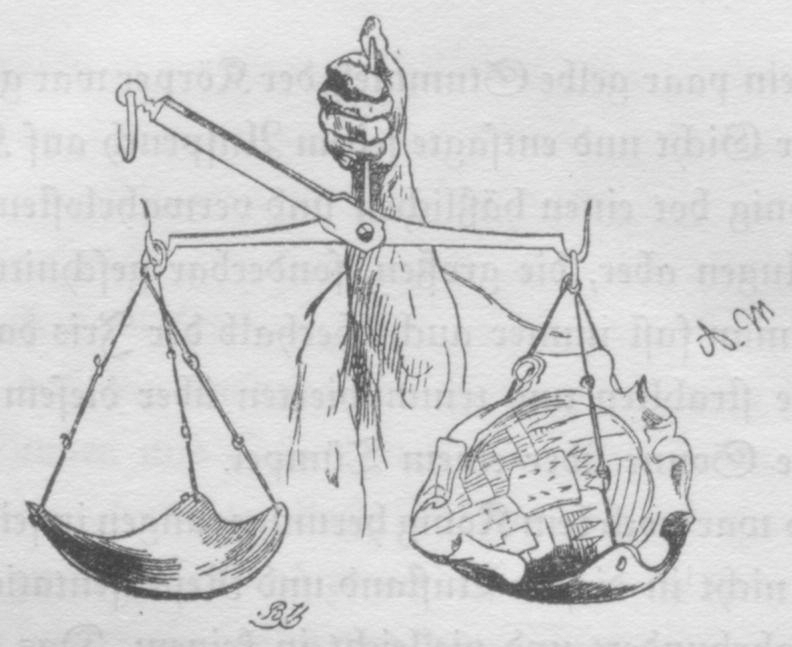
„Die Waage der Gerechtigkeit“. Vignette von Adolph von Menzel zu der Novelle „Der Großkanzler“ in der Erstausgabe von 1924. – „Ein Großer kann nicht Recht haben gegen einen Kleinen“.

Anno 1779: Großkanzler Freiherr von Fürst, Präsident des Kammergerichts, steht fest auf der Seite seiner untergebenen Richter. Letztere verurteilten den Müller Arnold und gaben seinem Gegner, dem Grafen von Schmettau, Recht. Diese starre, selbstbewusste Haltung erbost den König so sehr, dass er den Großkanzler – den „ersten Richter des Königreichs“ – aus dem Amt jagt, im Stadtgefängnis zusammen mit den untergebenen Richtern einsperren lässt und seinen lieben Herrn von Carmer zum Großkanzler ernennt. Der neue Mann wird vom König mit der Ausarbeitung des Landrechts beauftragt. Bereit als junger Herrscher hatte sich Friedrich II. für dieses grundlegende Gesetzbuch eingesetzt und Cocceji mit Vorarbeiten beauftragt.
Nicht nur die inhaftierten Richter, sondern die Adeligen insgesamt sind gegen den König. Vor dem Schloss bekunden die Herrschaften ihre Sympathie für den abgesetzten Großkanzler. Mitleidig-spöttisch beobachtet Friedrich II. das Treiben von seinem Fenster aus.

### Die Narbe
(Anmerkung:)

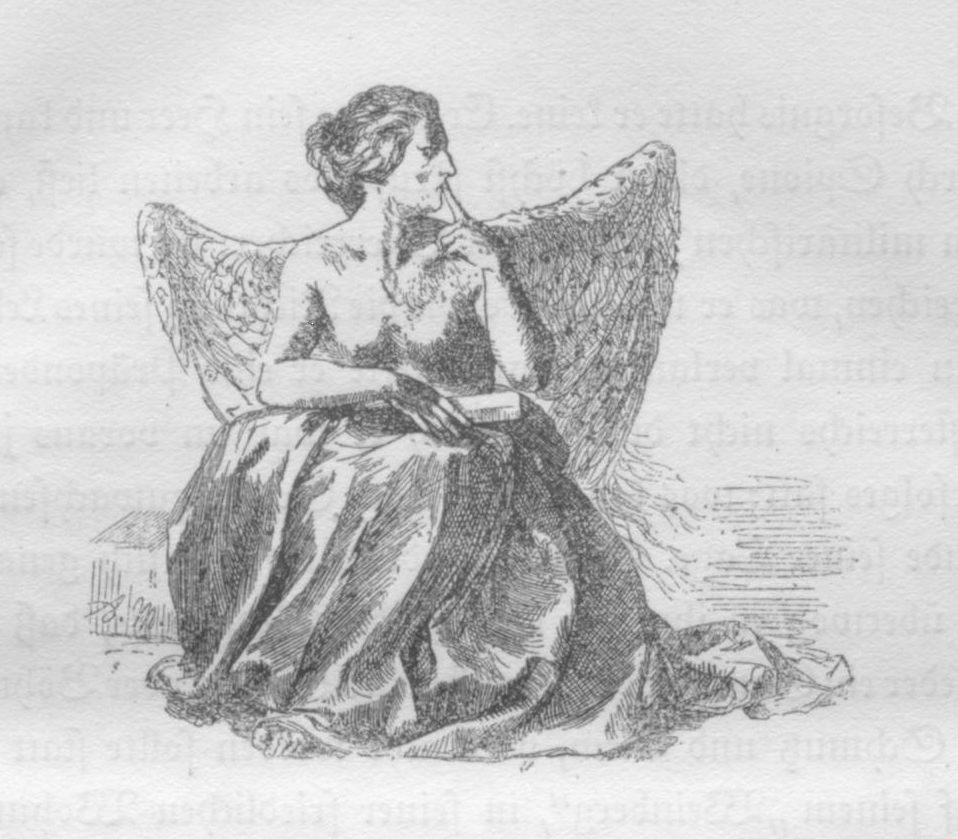
Vignette von Adolph von Menzel zu der Novelle „Die Narbe“ in der Erstausgabe von 1924.

Anfang April 1778 , Sanssouci: Wieder einmal liest Friedrich II. den ins Französische übertragenen Lukrez. Das Latein des Königs lässt zu wünschen übrig. George Keith, Earl Marishal of Scotland, erscheint. Der über 90-jährige Freund darf unangemeldet kommen. Der alte Lord bleibt auch, als zwei Herren vorgelassen werden. Graf Ludwig Cobenzl, päpstlicher Gesandter, wird von dem ganz jungen, prächtig herausgeputzten Nobile Calsabigi, einem Wiener Gesandten in „Spezialmission“, begleitet. Angesprochen werden unter anderen Differenzen, die Besetzung Niederbayerns durch Österreich betreffend. Als die Parteien auf keinen grünen Zweig kommen, macht Calsabigi einen unzüchtigen Annäherungsversuch. Der König tritt abrupt zurück. Die Audienz ist beendet. Der alte Lord versteht die Erregung des Freundes nicht. Friedrich II. gesteht dem Schotten, bereits als 21-Jähriger habe er auf einmal nicht mehr „bei einem Weibe schlafen“ können. Der Vater habe auf einem operativen Eingriff beim Thronfolger bestanden. Der Doktor von Malchow habe ihn durch die Operation impotent gemacht. Die Frauen, mit denen sich Friedrich trotz alledem abgab, hatten offenbar in Wien ausgeplaudert, es wäre nichts mit dem Preußen. Er könne „nur Tee trinken“ – darum der Versuch des Calsabigi.

### Alkmene

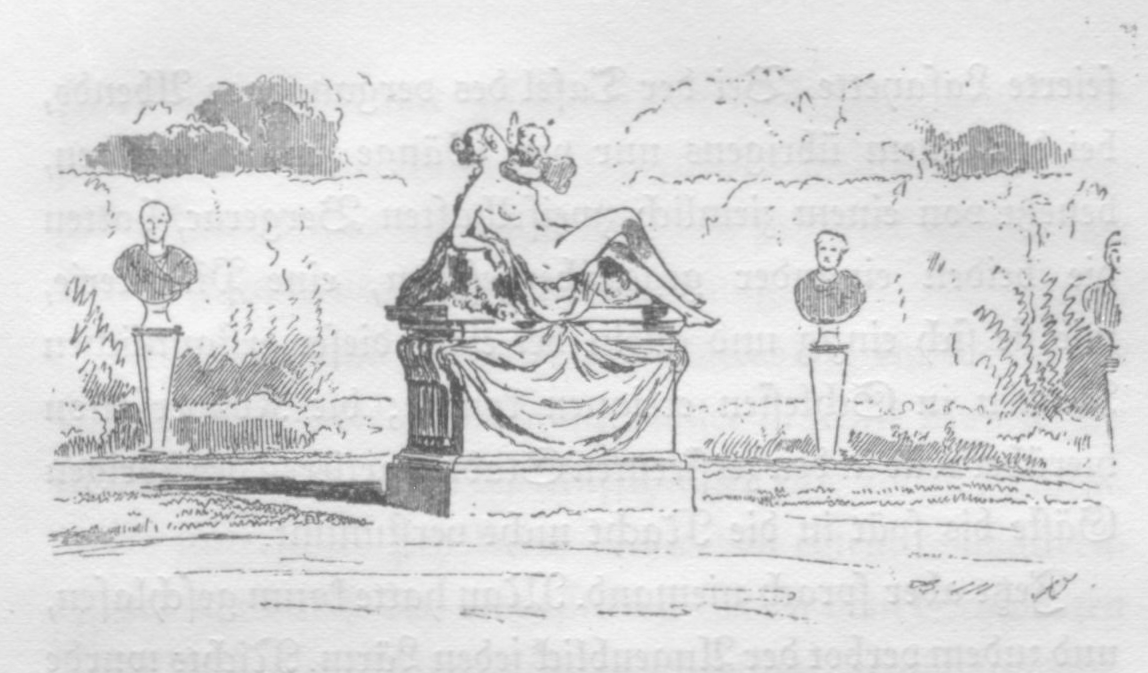
„Die Flora in Sanssouci“. Vignette von Adolph von Menzel zu der Novelle „Alkmene“ in der Erstausgabe von 1924. – „Bildwerk der ruhenden Flora mit dem liebkosenden Amor“ (Die Narbe, Kapitel 4).

Anno 1784 in Neiße und Sanssouci: Auf einer Manöverreise nach Schlesien inspiziert Friedrich II. auf einem Truppenübungsplatz bei Neiße das Grüne Regiment sechs Stunden lang ununterbrochen im strömenden Regen. Im Beisein des jungen Marquis de Lafayette lässt der König einen Husar nach dem anderen vorexerzieren. Der Marquis beobachtet den sehr sachkundig inspizierenden König scharf. General Lafayette bewundert den inkorrekt im Sattel sitzenden Despoten bei seiner Arbeit. Der Marquis trägt als Einziger einen Regenmantel. Friedrich II. hingegen kommt mit seiner alten Uniformjacke aus. Die Suite, im Hintergrund harrend, wagt keinen Regenschutz. Ein Kurier aus Potsdam prescht heran. Der König wartet dessen Ehrenbezeigung nicht ab und greift nach der Depesche. Sonne bricht durch. Die Inspektion ist beendet. Der König liest und klagt: „Alkmene“. General Lafayette in der Nähe des Königs versteht nicht. Friedrich II. muss rasch zurück nach Potsdam. Breslau wird abgesagt. Den Offizieren vom Grünen Regiment hält der große Inspektor schnell noch eine Standpauke; gibt wortgewaltig Antwort auf die Frage: Wie muss ein Kürassier, ein Husar, sein? Dann vertuscht der König einen Schwächeanfall. Die Offiziere spielen diese Posse mit. Friedrich II. war nach der Inspektion ohnmächtig geworden. Lafayette und ein Lieutenant hatten den strauchelnden Feldherren geistesgegenwärtig aufgefangen.

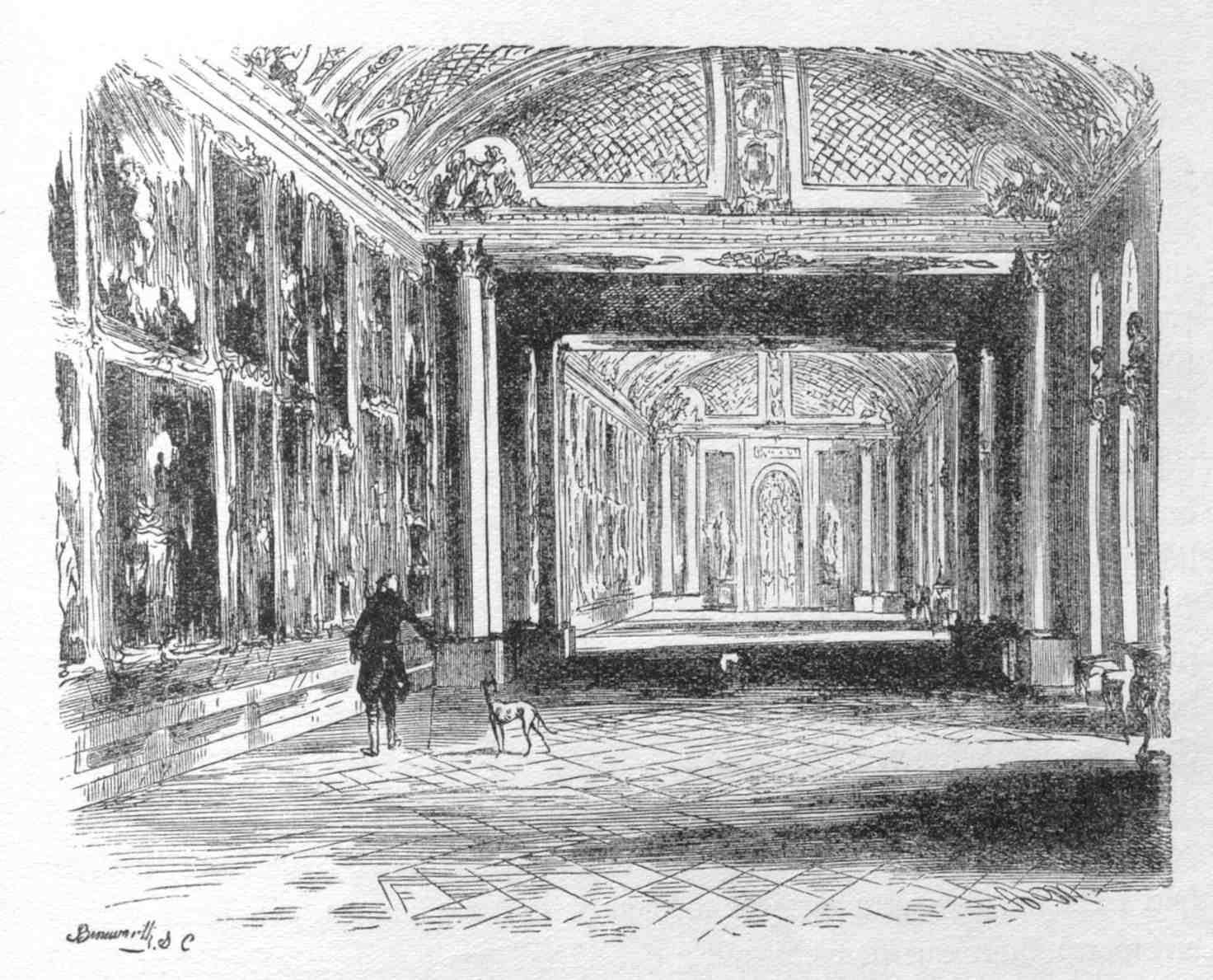
„Friedrich geht mit seinem Windspiel durch die Bildergalerie von Sanssouci“. Federzeichnung von Adolph von Menzel, 1856. – Sein Windspiel Alkmene „ging mit ihm in der Bildergalerie auf und ab und betrachtete wie er die neuen Gemälde.“ (Alkmene, Kapitel 9).

Auf der dreitägigen Fahrt nach Potsdam treibt der König seinen Kutscher Pfundt an.  In Crossen – dort mündet die Bober in die Oder – wird beim Apotheker Henschke übernachtet. Der ermattete Reisende lässt sich von seinem Gastgeber, einem ehemaligen Compagniechirurgus, der auf zwei Feldzügen an der Seite von Dr. Rutze aus Stettin dabei war, gleich noch kurieren. Zusätzlich zur gewünschten Chinarinde wird ein Pulver aus Sennesblättern, Süßholz, Zucker und Schwefel verabreicht. Der kranke Patient nennt Letzteres zwar „Teufelszeug“, schluckt es aber gehorsam. Der Apotheker diagnostiziert eine Erkältung auf der Brust, die den Unterleib in Mitleidenschaft gezogen hat und schlägt vor, die „Majestät am ganzen Leibe in nasse Tücher“ einzupacken. Das fehlte gerade noch! Über fünfzig Jahre hat der König keine Frau an sich herangelassen und nun das. Henschke weiß manches von der Misswirtschaft der Sanitätsbehörden bei der Behandlung der Verwundeten in den Armeen Seiner Majestät zu berichten. Friedrich II. kennt das alles, verspricht Henschke aber einen Brief nach Stettin an Rutze. Die Ortsnamen Baruth, Goyatz, Cottbus, Schwiebus, Lebus, Podelzig, Polenzig, Peitz und Beeskow fallen in der Beschreibung der weiteren Kutschfahrt. Friedrich II. schaut in Richtung Oderbruch und denkt darüber nach, ob mit schöpferischer Tat Glück zu stiften sei.
Als Friedrich II. Schloss Sanssouci betritt, findet er seine Lieblingshündin Alkmene, ein Italienisches Windspiel, unter Glas aufgebahrt vor. Der König will seinen Liebling noch ein letztes Mal liebkosen und hebt das Glas. Verwesungsgeruch schlägt ihm entgegen. Beim eiligen Schließen des gläsernen Sarges ragt noch eines der Pfötchen ein wenig heraus. Es ist wie eine Aufforderung zur Einkehr ins Totenreich.

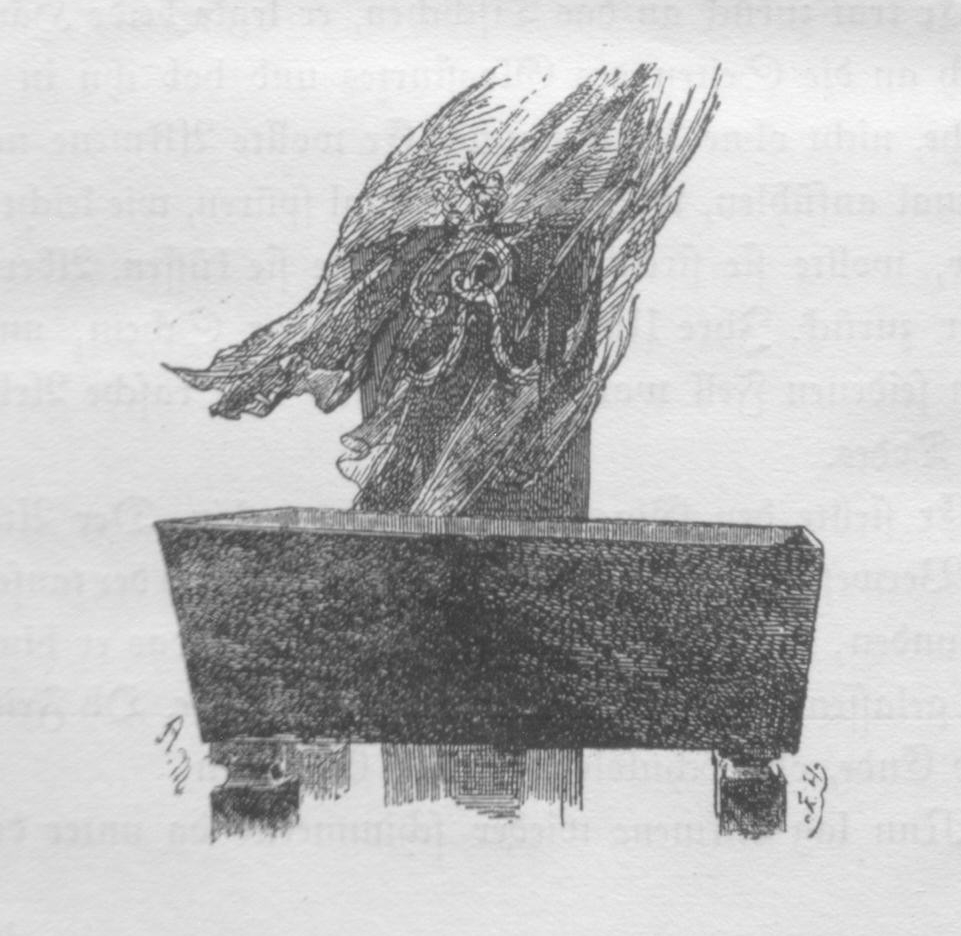
Schlussvignette von Adolph von Menzel, Erstausgabe von 1924.
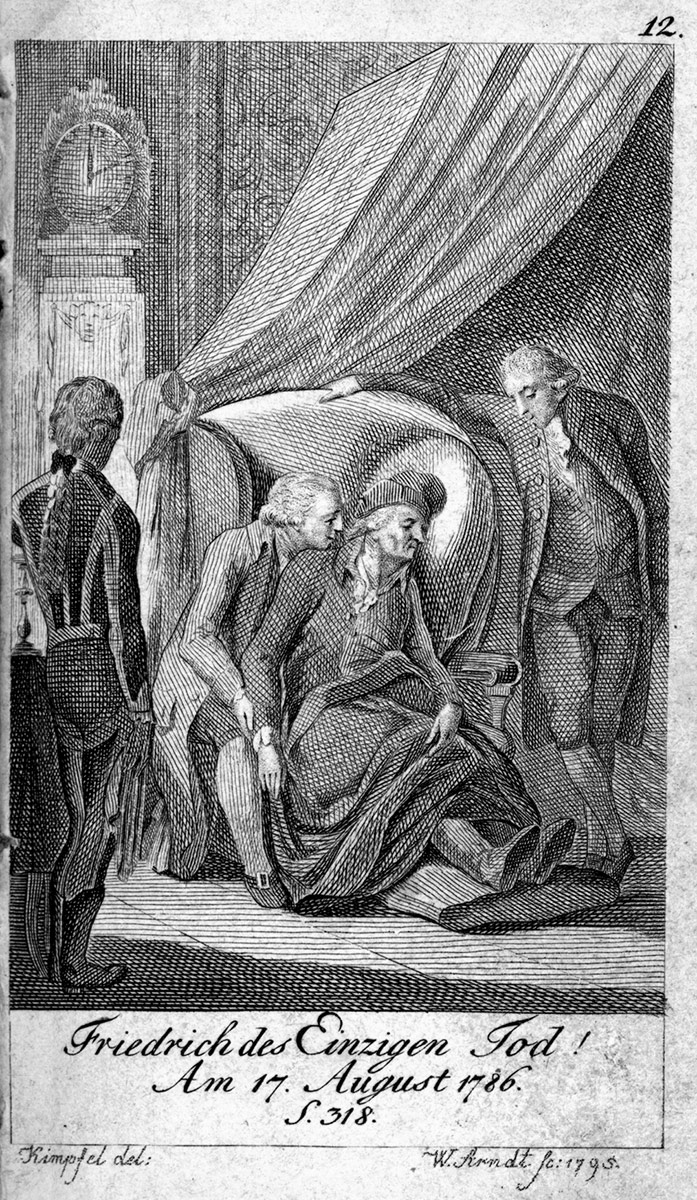
Tod Friedrichs des Großen, Zeichnung von Johann Christoph Kimpfel, 1795.

## Form
Nichts – oder genauer wenig – ist bewiesen. Also stachelt der Erzähler die Phantasie des Lesers mit Gerüchten aus dem „Jahrhundert der Erotik und der Abnormitäten“ an. Dazu das Beispiel Alkmene: Die Ehefrau des Königs musste auf Schloss Schönhausen weitab von Potsdam residieren. Friedrich II. habe der Gattin dort in Berlin einen kurzen Anstandsbesuch pro Jahr abgestattet. Der Herrscher habe in Potsdam gewöhnlich mit seiner Hündin geschlafen.
Der Text ist raffiniert gebaut. In „Alkmene“ hat General Lafayette als Manöver-Beobachter des Alten Fritz eine narrative Funktion. Er lässt den Erzähler nicht als allwissend erscheinen.

## Rezeption
Äußerungen nach dem Erscheinen
- „Ein Bild, das bestimmt ist, viele Klischees zu verdrängen,...“ schreibt ein gewisser E.V. am 14. Dezember 1924 in der „Deutschen Allgemeinen Zeitung“.[10]
- Feuchtwanger (Rezension am 13. Januar 1925 in der „Weltbühne“) lobt den „bis ins Komma“[11]  ausgereiften Text.
- Emil Ludwig (Rezension am 15. März 1925 in der „Neuen Freien Presse“) sieht beim Lesen den Alten Fritz – keinen Helden zwar, aber ein Genie – leibhaftig vor sich.[12]
- Wolfgang von Einsiedel (Rezension im Aprilheft 1925 „Der schönen Literatur“) kann sich mit der „Narbe“ überhaupt nicht anfreunden. Der Part sei ein wenig unglaubhaft, stellenweise zu gefühlsbetont und erzählerisch misslungen. Friedrich II. referiere gleichsam sein Unterleibsleiden.[13]

Spätere Äußerungen
- Erika Mann und Klaus Mann schreiben in ihrer Darstellung des deutschen Exils „Escape to life“ von 1939: „... die drei berühmt gewordenen Geschichten um die Gestalt Friedrichs des Großen von Preußen, Die Tage des Königs, [schrieb] der reife, alle technischen Mittel selbstbewußt beherrschende Mann.“[14]
- Kirchner setzt sich in dem Kapitel „II.1. Der alte König“[15] seiner Dissertation mit der Novelle auseinander. Natürlich ist jede Novelle fiktiv. Aber die Ereignisse um den Großkanzler zum Beispiel seien historisch belegt, doch mit der Schilderung ihrer zeitlichen Abfolge sei Bruno Frank seiner künstlerischen Diktion gefolgt.[16] Wien schicke Calsabigi nach Potsdam ins Rennen, weil es beim Alten Fritz eine homoerotische Neigung vermute.[17]
- Ulrich Müller meint, Bruno Frank fördere mit seinem Bild vom Alten Fritz „ungewollt die restaurativen Tendenzen in der Mitte der zwanziger Jahre.“[18]
- Kirchner schreibt, nach Klaus Schröter liege lediglich „Kolportage von historischem Klatsch“[19] vor.
- Nach Werner Marx idealisiere und heroisiere der Autor nicht, sondern zeige vielmehr einen widersprüchlichen König.[20]

## Hundeliebhaber

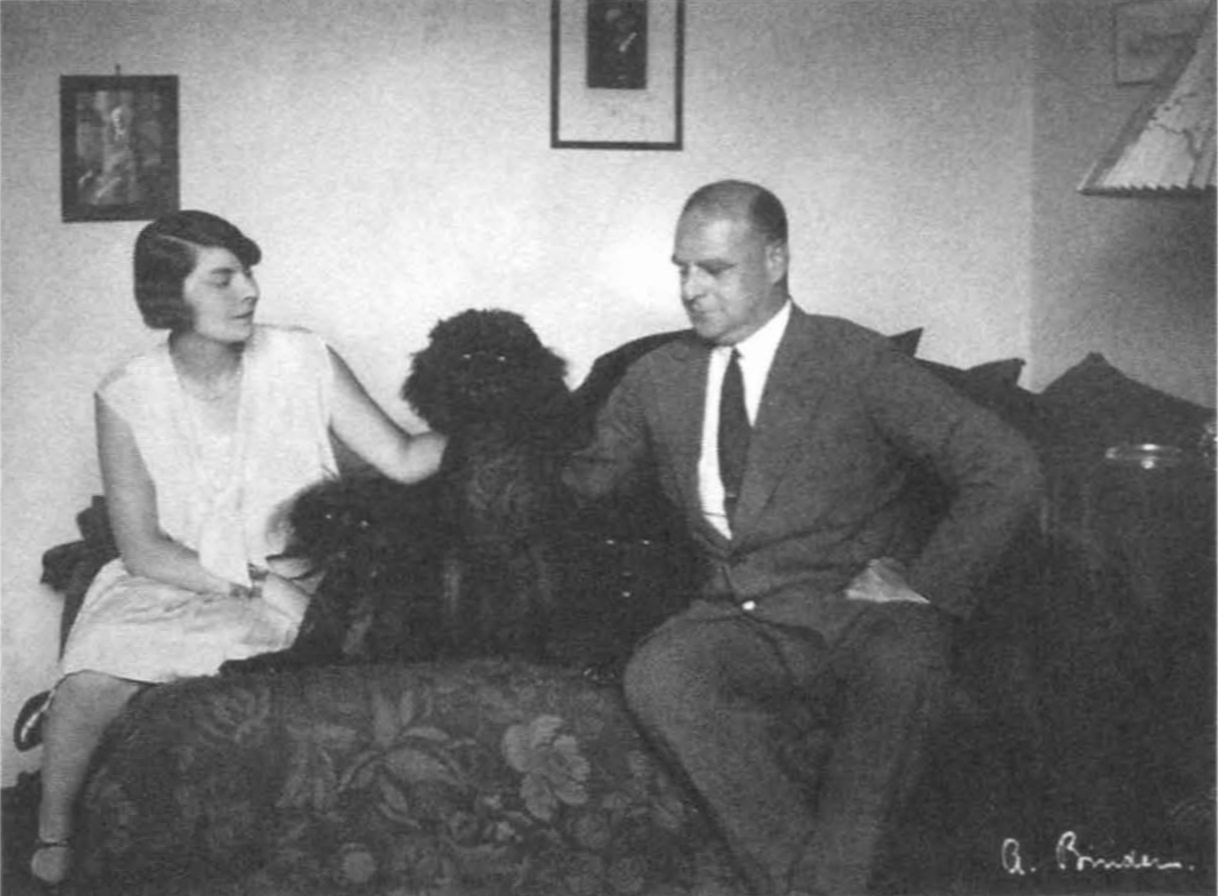
Bruno und Liesl Frank mit ihren drei schwarzen Pudeln, zwischen 1924 und 1929.

Bruno Frank war ein leidenschaftlicher Hundeliebhaber. Es überrascht daher nicht, dass er „dem besten Freund des Menschen“ in „Tage des Königs“ und einigen anderen seiner Werke eine wichtige Rolle einräumte. Der ständige Umgang mit seinen eigenen Hunden prädestinierte ihn geradewegs zu den einfühlsamen Porträts seiner literarischen Hunde und ihrer Herrchen.
Friedrich der Große war wie Bruno Frank ein „Hundenarr“. In „Tage des Königs“ richtet der Autor zwar den Fokus in erster Linie auf den Menschen und den Herrscher Friedrich an seinem Lebensabend, aber auch die liebsten Begleiter des Königs werden in den Novellen „Die Narbe“ und „Alkmene“ gewürdigt. In der „Der Großkanzler“ haben Friedrichs Hunde keinen Auftritt, obwohl
man, als er sich am Ende der Novelle zu Bette begibt, erwarten würde, dass auch seine Favorithündin erwähnt wird, die seine treue Schlafkameradin war.

### Die Narbe
In „Die Narbe“ treten Friedrichs geliebte Windspiele zwar auf, aber ohne die Handlung zu bestimmen wie in „Alkmene“. Wir erfahren, dass er seine Lieblingshündin oftmals mit kleinen Täfelchen Schokolade erfreut, dass seine Lieblinge zornig melden, wenn sich „eine fremde Gegenwart“ kundtut, aber wenn sie des Königs Freund Keith erkennen, sofort anzeigen, „daß da nun wirklich einmal ein guter Mann komme“ (Kapitel 1–2). Schließlich werden die süßen Kleinen doch in die Handlung miteinbezogen. Der König liest Keith die Rede vor, die er seinen Soldaten zur Einstimmung auf den Bayerischen Erbfolgekrieg halten will. Und um den Vortrag seiner geplanten Rede möglichst plastisch zu gestalten, dürfen seine drei „Racker“ Phryne, Pompon und Hasenfuß die Rolle von drei ehrwürdigen Generälen übernehmen. Die Windspiele (alias Generäle), die der Rede ihres Herrn in Habachtstellung folgen, werden zum Lohn „für ihre Dienste“ schließlich mit süßen Leckerbissen gefüttert (Kapitel 5). Diese anekdotisch anmutende Szene, die gewiss eine Erfindung von Bruno Frank ist, lässt den Leser schmunzeln über den hintergründigen Humor des Autors, den er seinem Protagonisten andichtet.

### Alkmene

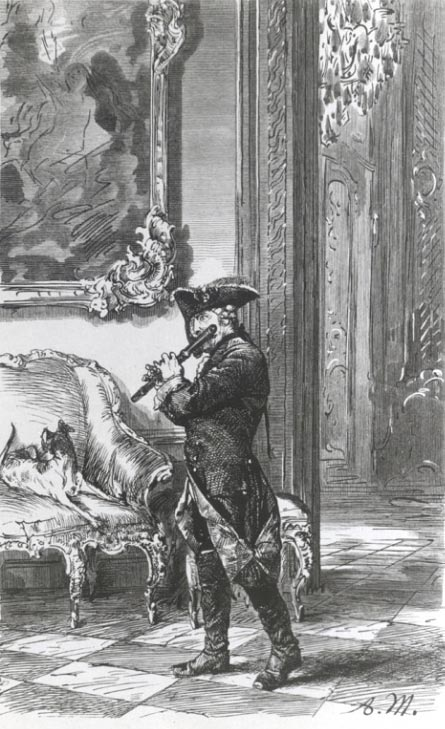
Friedrich beim Flötenspiel mit einem Windspiel auf dem Sofa.

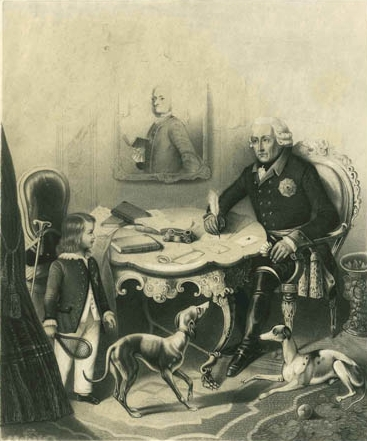
Friedrich der Große am Schreibtisch mit zwei Windspielen.

Der rätselhafte Titel der Novelle „Alkmene“ ruft beim Leser zunächst Verwunderung hervor. Man mutmaßt zwar, dass wohl nicht die Mutter des Herkules gemeint sein wird, aber wer sonst? Die Teilnehmer der schlesischen Truppenschau in Neiße sind mit einem anderen Rätsel konfrontiert: Täglich kommt aus Potsdam ein Meldereiter, und täglich wird einer dorthin zurückgeschickt. Alle spekulieren, was da wohl für schicksalsschwere Nachrichten hin- und herlaufen. Als endlich die erwartete Nachricht eintrifft, ringt Friedrich sichtlich nach Fassung („Und nun schloß sich das Lid, und eine schwere Träne quoll hervor.“). General Lafayette, der Held des Amerikanischen Unabhängigkeitskriegs, der sich in Friedrichs Nähe befindet, kann hören wie Friedrich „im Ton der bittersten Klage“ mehrfach den Namen Alkmene vor sich hinsagt (Kapitel 1–3).
Der Leser erfährt nun bald, dass Alkmene niemand anders ist als Friedrichs Lieblingswindspiel, und dass der Meldereiter die Nachricht von dem Ableben der schwerkranken Hündin überbracht hat. (Mit freundlich-spöttischen Augenzwinkern pflegte Friedrich seine Hündinnen mit scheinbar kuriosen Namen zu belegen, und so erhielt Alkmene, ein überaus zartes Federgewicht, den kraftstrotzenden Namen der Herkulesmutter.) Die Truppenrevue wird abgebrochen, und es geht in einer dreitägigen Parforcefahrt zurück nach Potsdam. Der König, der sich während der Truppenschau im strömenden Regen eine ernsthafte Erkältung zugezogen hat, übernachtet unterwegs im Haus des Apothekers Henschke. Dieser vernimmt, wie er in der Nacht im Fiebertraum nach einem Hund ruft: „Ja, er rief ihn nicht nur, er führte mit ihm ein Gespräch und spielte beide Rollen dabei, mit seinen Lippen bildete er die bellenden Laute aus, die er als Antwort auf seine Neckerei zu hören glaubte, und lachte freundlich dazu.“ (Kapitel 6).
Zurück in Sanssouci ergibt er sich ganz der Trauer um seine geliebte Hündin. Zwischen die Kapitel 8 und 10, die dieser Trauer gewidmet sind, schiebt Bruno Frank ein Kapitel ein, das Friedrichs Verhältnis zu seinen Hunden in allen Facetten beleuchtet. „Dem König war nicht einfach ein Hund gestorben, der auch zu ersetzen war.“ Alkmene und die anderen Hunde waren die Freunde seines einsamen Alters, denn fast alle Vertrauten um ihn herum waren ihm weggestorben. Er liebte die Unbeschwertheit, mit der die Hunde – „gleichsam ewig jung“ – jeden neuen Tag begrüßten, als wäre es ihr einziger Tag.
Es gab Schandmäuler, die ihm eine sodomitische Beziehung zu seinen Hündinnen andichteten, obwohl allein die zierliche Größe seiner italienischen Windspiele einen solch niederträchtigen Verdacht lächerlich erscheinen ließ.  „Je älter er wurde, je mehr er die Bosheit und Niedrigkeit und geschwollene Torheit der Menschen durchschaute, desto zärtlicher kehrte sich sein Herz dem klaren, einfachen Wesen dieser redelosen Geschöpfe zu. Ihnen konnte man glauben. Auf sie durfte man zählen.“
Am Schluss der Novelle schweift der Blick des Königs zu der Skulptur der liegenden Flora vor seinem Fenster (Abbildung): „Dort würde er selber bald liegen, unter diesem Sockel war seine Gruft. Daneben, ganz dicht dabei, waren seine Hunde begraben, Alkmenes Vorgänger in seiner Liebe. Da lagen sie, längst zu geisterfeinen Gerippchen geworden, in einer Reihe, von kleinen Steinplatten überdeckt, auf denen die Namen standen.“

### Erstausgabe
- Bruno Frank: Tage des Königs. Ernst Rowohlt, Berlin 1924. 161 Seiten. Leinen. Mit Illustrationen nach Adolph von Menzel[22]

### Andere Ausgaben
- Bruno Frank: Tage des Königs und andere Erzählungen. Mit einem Nachwort von Martin Gregor-Dellin. Nymphenburger Verlagshandlung, München 1975
- Bruno Frank: Tage des Königs. Drei Novellen um Friedrich den Großen Erstdruck: Berlin, Rowohlt, 1925. Neuausgabe. Herausgegeben von Karl-Maria Guth. Berlin 2017, ISBN 978-3-7437-1982-8,  (books.google.de)

### Verwendete Ausgabe
- Bruno Frank: Tage des Königs. S. 7–145 in: Tage des Königs und andere Erzählungen. (enthält noch: „Politische Novelle“, „Der Magier“ und eine Betrachtung Thomas Manns zur Politischen Novelle). Buchverlag Der Morgen, Berlin 1977 (1. Aufl., Lizenzgeber: Nymphenburger Verlagshandlung, München und für Thomas Manns Betrachtung: S. Fischer, Frankfurt am Main), ohne ISBN, 328 Seiten, Leinen

### Sekundärliteratur
- Erwin Ackerknecht: Nachwort. In: Bruno Frank: Politische Novelle. Stuttgart 1956, Seite 127–136, hier: 131–132.[23]
- #Carpenter 1952, Seite 43–44.
- Fritz Endemann: Der Preußenkönig und sein schwäbischer Chronist. Bruno Frank erzählt von Friedrich II., den er nicht den Großen nennt. In: Literaturblatt für Baden-Württemberg November/Dezember 2012, S. 10–12, literaturblatt.de (PDF; 607 kB)
- #Günther 1946, Seite 135.
- Klaus Haberkamm: Frank, Bruno – Tage des Königs. In: Munzinger Online/Kindlers Literatur Lexikon in 18 Bänden., 3., völlig neu bearbeitete Auflage 2009, nur online (Zugang erforderlich).
- Ulrich Müller: Schreiben gegen Hitler. Vom historischen zum politischen Roman. Untersuchungen zum Prosawerk Bruno Franks. Mainz 1994, Seite 11–15.
- Konrad Paul: Nachwort. In: Bruno Frank: Politische Novelle. Berlin 1982, Seite 381–395, hier: 388–389.
- Sascha Kirchner: Der Bürger als Künstler. Bruno Frank (1887–1945) – Leben und Werk. Grupello, Düsseldorf 2009, ISBN 978-3-89978-095-6 (zugleich Diss. Uni Düsseldorf), Seite 119–137, 12, 138, 144, 150, 159, 163, 180, 313, 359, 387, 391, 396, 397, 399.
- #Umlauf 1982, Seite 108.
- #Walter 1960, Seite 367–368.